# 레갈리케라톱스
레갈리케라톱스(Regaliceratops)는 백악기 후기, 약 6800만년 전에 현재의 캐나다에 살았던 초식성 케라톱스과 공룡의 한 속이다.
트리케라톱스와 가까운 관계인 레갈리케라톱스는 프릴의 장식이 왕관처럼 보인다고 해서 붙여진 이름이다. 표본에는 뿔의 모양과 화석이 들어있던 암석에서 꺼내는 과정이 매우 힘들었기 때문에 "헬보이"라는 이름이 붙었다.

## 외뷰 링크
1. ↑  Brown, Caleb M.; Henderson, Donald M. (2015년 6월 4일). “A new horned dinosaur reveals convergent evolution in cranial ornamentation in ceratopsidae”. Current Biology (online). doi:10.1016/j.cub.2015.04.041.
2. ↑  “New species of horned dinosaur with 'bizarre' features revealed”. 2015년 6월 5일에 확인함.
3. ↑  “'Hellboy' dinosaur rewrites the prehistory book”. 《3 News》. 2015년 6월 5일. 2015년 6월 12일에 원본 문서에서 보존된 문서. 2015년 6월 5일에 확인함.